# John Burton Thompson

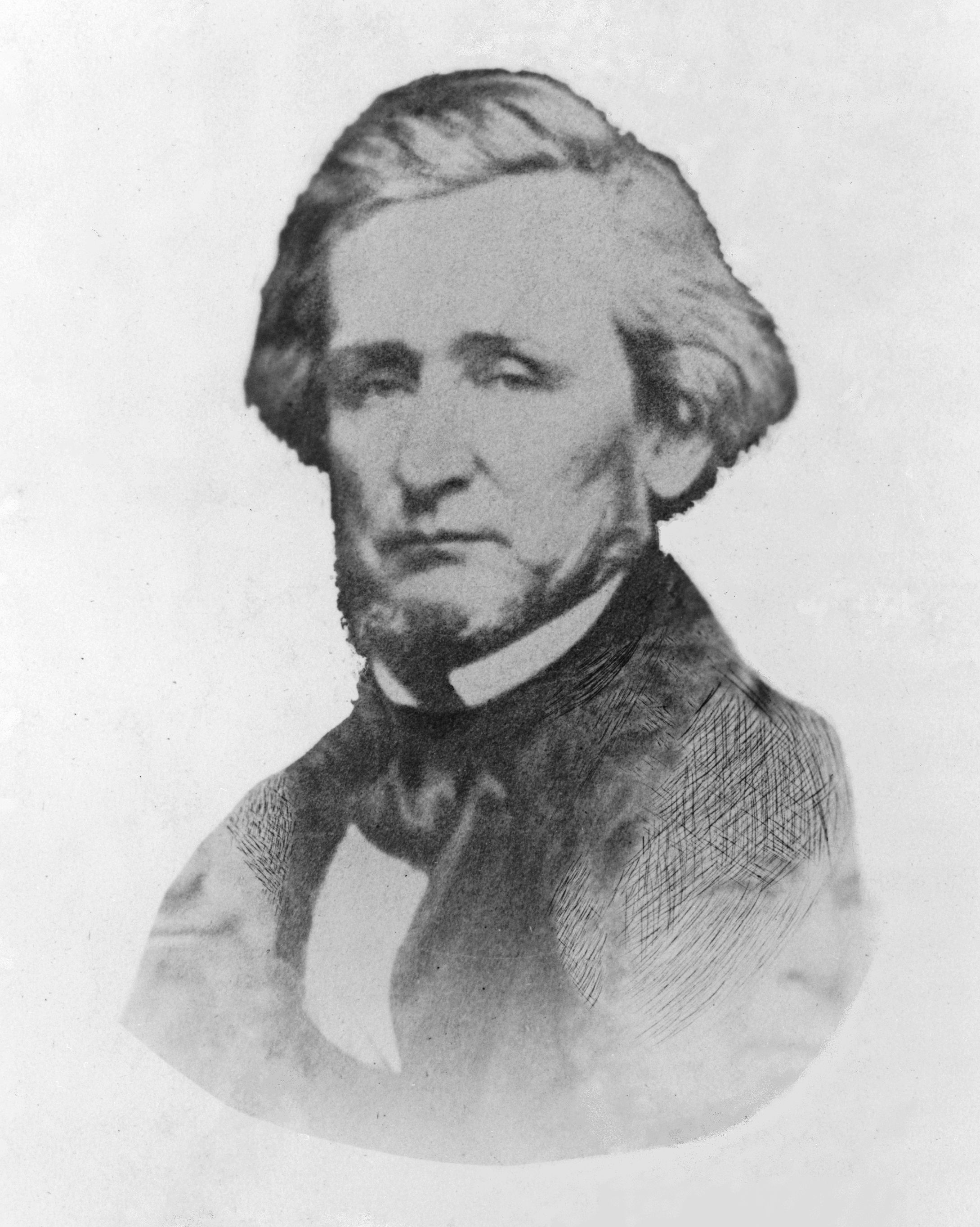
John Burton Thompson

John Burton Thompson (* 14. Dezember 1810 im Mercer County, Kentucky; † 7. Januar 1874 in Harrodsburg, Kentucky) war ein US-amerikanischer Politiker, der den Bundesstaat Kentucky in beiden Kammern des Kongresses vertrat.

## Leben
John Burton Thompson, der in der Nähe von Harrodsburg zur Welt kam, schloss zunächst die Schule ab, ehe er die Rechtswissenschaften studierte, in die Anwaltskammer aufgenommen wurde und in seinem Heimatort als Jurist zu praktizieren begann. Er arbeitete als Commonwealth's Attorney, eine Bezeichnung, die in Kentucky dem District Attorney anderer Bundesstaaten entspricht.

## Politik
Von 1829 bis 1833 gehörte Thompson dem Senat von Kentucky an, 1835 und 1837 war er Abgeordneter im Repräsentantenhaus des Staates.
Nach dem Tod des Kongressabgeordneten Simeon H. Anderson am 11. August 1840 wurde John Thompson, zu diesem Zeitpunkt Mitglied der Whigs, zu dessen Nachfolger im US-Repräsentantenhaus gewählt. Er verblieb dort nach einer Wiederwahl vom 7. Dezember 1840 bis zum 3. März 1843. Nach einer kurzen Pause kehrte er am 4. März 1847 für weitere vier Jahre in den Kongress zurück.
Nachdem er 1852 das Amt des Vizegouverneurs von Kentucky ausgeübt hatte, zog er am 4. März 1853 in den US-Senat ein. Nach dem Zerfall der Whig Party gehörte er nun der American Party an. Seine Amtszeit endete am 3. März 1859.